# 텐마 미치루
텐마 미치루(일본어: 天真 みちる てんま みちる[*], 11월 18일 - )는 전 다카라즈카 가극단 하나구미 남역이다.
가나가와현 아츠기시, 현립 아츠기히가시 고등학교 출신이다. 키 169cm, 애칭은 "타소"이다.

## 약력
2004년, 다카라즈카 음악학교에 입학하였다.
2006년, 다카라즈카 가극단 92기생으로 입단. 입단 당시 성적은 12번. 소라구미 공연 「NEVER SAY GOODBYE」로 초무대. 그 후, 하나구미에 배속되었다.
아저씨 역으로 정평이 나있는 명조연으로 활약하였고, 2018년 10월 14일, 「MESSIAH／BEAUTIFUL GARDEN」 도쿄 공연 천추락을 기해, 다카라즈카 가극단을 퇴단하였다.
퇴단 후에는 배우로써뿐만 아니라, 각본가, 연출가, 사장, 극잔 주재 등 다양하게 활동 하고 있다.
2021년, 자신의 SNS를 통해 결혼했음을 알렸다.

## 에피소드
「탬버린 연예인(タンバリン芸人)」의 별명을 갖고 있고, 다카라즈카 재단 중에 출연한 「SMAP×SMAP」 (후지테레비)에서, 노래에 맞춰 탬버린 춤을 보여줘, 나카이 마사히로가 "친구가 될 수 있을 것 같아(友達になれそう)"라고 말했다.

## 퇴단 후 주요 활동

### 무대
- 2021년 4 - 5월, 『엘리자베트 TAKARAZUKA 25주년 스페셜 갈라 콘서트』 (우메다예술극장・토큐시어터어브)

### 서적
- 2021년 3월, 『이래 보여도 전 다카라젠느입니다』 (사유샤左右社)

### 각본
- 2021년 11월 - , TV애니메이션 『왓챠 프리마지!』 (테레비도쿄) 각 화 각본

## TV출연
- 2014년 1월, 후지테레비 『SMAP×SMAP』 - 스마신 하이스쿨